# 多夫然卡 (哈爾科夫州)
50°11′3″N 37°27′24″E / 50.18417°N 37.45667°E
多夫然卡（羅馬化：Dovzhanka）是位於烏克蘭東部的村莊，由哈爾科夫州庫皮揚斯克區的維利胡瓦特卡市鎮負責管轄。該村始建於1675年，面積0.43平方公里，海拔高度173米，2001年人口193，人口密度每平方公里444.7人。